# Giancarlo Sala

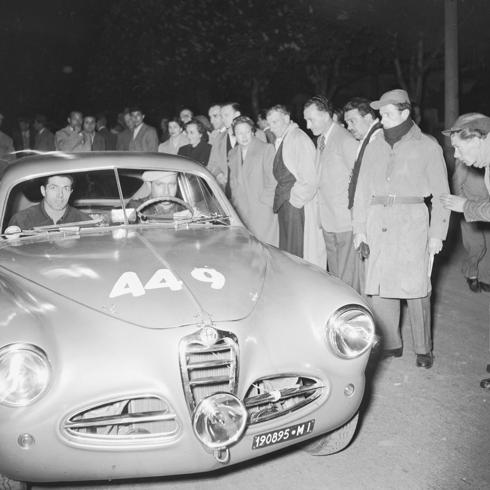
Juan Manuel Fangio (am Steuer) und Giancarlo Sala im Alfa Romeo 1900 Sprint Coupé Touring bei der Mille Miglia 1952

Giancarlo Sala (* 15. Juni 1926 in Mailand; † 14. März 1981 in Brescia) war ein italienischer Autorennfahrer.

## Karriere im Motorsport
Giancarlo Sala war in den 1950er-Jahren regelmäßiger Starter bei der Mille Miglia. Bei seinem ersten Antreten 1950 fiel er aus. Seine erste Platzierung im Schlussklassement erreichte er 1952, als er als Partner von Juan Manuel Fangio auf einem Alfa Romeo 1900 die 22. schnellste Zeit erreichte. Der 30. Rang 1955, herausgefahren auf einem Alfa Romeo 1900TI, war sein bestes Ergebnis beim 1000-Meilen-Rennen.
Sala siegte 1960 sowie 1961 bei der Coppa Ascari und war ab 1962 Teammitglied bei der von Eugenio Dragoni geführten Scuderia Sant’Ambroeus. 1962 war er für die italienische Rennmannschaft in der Sportwagen-Weltmeisterschaft engagiert, gab sein Debüt beim 24-Stunden-Rennen von Le Mans, wo er Zehnter wurde, und erreichte mit dem 12. Endrang beim 1000-km-Rennen von Paris sein bestes Ergebnis in der Weltmeisterschaft abseits von Le Mans.
Giancarlo Sala blieb bis 1970 als Fahrer aktiv. Seinen letzten Start als professioneller Fahrer hatte er bei der Targa Florio, bei dem er ausfiel.

## Statistik

### Le-Mans-Ergebnisse
| Jahr | Team                  | Fahrzeug                        | Teamkollege                 | Platzierung | Ausfallgrund    |
| ---- | --------------------- | ------------------------------- | --------------------------- | ----------- | --------------- |
| 1962 | Scuderia St. Ambroeus | Alfa Romeo Giulietta Zagato SVZ | Marcello de Luca di Lizzano | Rang 10     |                 |
| 1963 | Scuderia St. Ambroeus | Alfa Romeo Giulietta SZ         | Romolo Rossi                | Ausfall     | Getriebeschaden |
| 1964 | Scuderia St. Ambroeus | Alfa Romeo Giulietta TZ         | Giampiero Biscaldi          | Rang 15     |                 |

### Sebring-Ergebnisse
| Jahr | Team                | Fahrzeug                | Teamkollege           | Platzierung | Ausfallgrund |
| ---- | ------------------- | ----------------------- | --------------------- | ----------- | ------------ |
| 1962 | Scuderia Ambrosiana | Alfa Romeo Giulietta SV | Harry Theodoracopulos | Rang 22     |              |

### Einzelergebnisse in der Sportwagen-Weltmeisterschaft
| Saison | Team                   | Rennwagen                 | 1   | 2   | 3   | 4   | 5   | 6   | 7   | 8   | 9   | 10  | 11  | 12  | 13  | 14  | 15  | 16  | 17  | 18  | 19  | 20  | 21  | 22  |
| ------ | ---------------------- | ------------------------- | --- | --- | --- | --- | --- | --- | --- | --- | --- | --- | --- | --- | --- | --- | --- | --- | --- | --- | --- | --- | --- | --- |
| 1953   |                        | Renault 4CV               | SEB | MIM | LEM | SPA | NÜR | RTT | CAP |     |     |     |     |     |     |     |     |     |     |     |     |     |     |     |
| 1953   | 269                    | Renault 4CV               |     |     |     |     |     |     |     |     |     |     |     |     |     |     |     |     |     |     |     |     |     |     |
| 1954   |                        | Renault 4CV               | BUA | SEB | MIM | LEM | RTT | CAP |     |     |     |     |     |     |     |     |     |     |     |     |     |     |     |     |
| 1954   |                        | Renault 4CV               | DNF |     |     |     |     |     |     |     |     |     |     |     |     |     |     |     |     |     |     |     |     |     |
| 1955   |                        | Alfa Romeo 1900           | BUA | SEB | MIM | LEM | RTT | TAR |     |     |     |     |     |     |     |     |     |     |     |     |     |     |     |     |
| 1955   |                        | Alfa Romeo 1900           | 30  |     |     |     |     |     |     |     |     |     |     |     |     |     |     |     |     |     |     |     |     |     |
| 1956   |                        | Renault 4CV               | BUA | SEB | MIM | NÜR | KRI |     |     |     |     |     |     |     |     |     |     |     |     |     |     |     |     |     |
| 1956   |                        | Renault 4CV               | DNF |     |     |     |     |     |     |     |     |     |     |     |     |     |     |     |     |     |     |     |     |     |
| 1957   |                        | Renault Dauphine          | BUA | SEB | MIM | NÜR | LEM | KRI | CAR |     |     |     |     |     |     |     |     |     |     |     |     |     |     |     |
| 1957   |                        | Renault Dauphine          | 128 |     |     |     |     |     |     |     |     |     |     |     |     |     |     |     |     |     |     |     |     |     |
| 1962   | Scuderia Sant Ambroeus | Alfa Romeo TZ             | DAY | SEB | SEB | MAI | TAR | BER | NÜR | LEM | TAV | CCA | RTT | NÜR | BRI | BRI | PAR |     |     |     |     |     |     |     |
| 1962   | Scuderia Sant Ambroeus | Alfa Romeo TZ             |     |     | 22  |     | 15  |     | DNF | 10  |     |     |     |     |     |     | 12  |     |     |     |     |     |     |     |
| 1963   | Scuderia St. Ambroeus  | Alfa Romeo TZ             | DAY | SEB | SEB | TAR | SPA | MAI | NÜR | CON | ROS | LEM | MON | WIS | TAV | FRE | CCE | RTT | OVI | NÜR | MON | MON | TDF | BRI |
| 1963   | Scuderia St. Ambroeus  | Alfa Romeo TZ             |     |     |     |     |     |     | DNF |     |     |     |     |     |     |     |     |     |     |     |     |     |     |     |
| 1964   | Scuderia St. Ambroeus  | Austin 1100 Alfa Romeo TZ | DAY | SEB | TAR | MON | SPA | CON | NÜR | ROS | LEM | REI | FRE | CCE | RTT | SIM | NÜR | MON | TDF | BRI | BRI | PAR |     |     |
| 1964   | Scuderia St. Ambroeus  | Austin 1100 Alfa Romeo TZ |     |     |     |     |     | 48  |     |     | 15  |     |     |     |     |     |     |     |     |     |     |     |     |     |
| 1965   | Scuderia Sant Ambroeus | Alfa Romeo TZ             | DAY | SEB | BOL | MON | MON | RTT | TAR | SPA | NÜR | MUG | ROS | LEM | REI | BOZ | FRE | CCE | OVI | NÜR | BRI | BRI |     |     |
| 1965   | Scuderia Sant Ambroeus | Alfa Romeo TZ             |     | DNF |     |     |     |     |     |     |     |     |     |     |     |     |     |     |     |     |     |     |     |     |
| 1968   | Scuderia St. Ambroeus  | Alfa Romeo Duetto         | DAY | SEB | BRH | MON | TAR | NÜR | SPA | WAT | ZEL | LEM |     |     |     |     |     |     |     |     |     |     |     |     |
| 1968   | Scuderia St. Ambroeus  | Alfa Romeo Duetto         |     | 28  |     |     |     |     |     |     |     |     |     |     |     |     |     |     |     |     |     |     |     |     |
| 1969   | Brescia Corse          | Alfa Romeo TZ             | DAY | SEB | BRH | MON | TAR | SPA | NÜR | LEM | WAT | ZEL |     |     |     |     |     |     |     |     |     |     |     |     |
| 1969   | Brescia Corse          | Alfa Romeo TZ             |     | DNF |     |     |     |     |     |     |     |     |     |     |     |     |     |     |     |     |     |     |     |     |
| 1970   | Giampaolo Baruffi      | Porsche 911               | DAY | SEB | BRH | MON | TAR | SPA | NÜR | LEM | WAT | ZEL |     |     |     |     |     |     |     |     |     |     |     |     |
| 1970   | Giampaolo Baruffi      | Porsche 911               |     | DNF |     |     |     |     |     |     |     |     |     |     |     |     |     |     |     |     |     |     |     |     |